# Старое Давыдково
Ста́рое Давы́дково (укр. Старе Давидково) — село в Ивановецкой сельской общине Мукачевского района Закарпатской области Украины.
Население по переписи 2001 года составляло 610 человек. Почтовый индекс — 89622. Телефонный код — 3131. Занимает площадь 0,927 км². Код КОАТУУ — 2122783203.